# Joseval Peixoto
Joseval Peixoto Guimarães, más conocido como Joseval Peixoto (Río de Janeiro, 26 de septiembre de 1938), es un periodista, locutor de radio y abogado brasileño.

## Biografía y carrera
Nacido en la entonces capital de la República, a los dos años, regresó con su familia a la ciudad de Rancharia, en el estado de São Paulo. Más tarde, la familia se cambió para el norte de Paraná, fijándose en Arapongas. Luego, Joseval fue estudiar en un colegio interno en Paraguaçu Paulista, donde concluyó el gimnasio.
Comenzó la carrera de locutor de radio en Rádio Clube Marconi, de Paraguaçu Paulista. Pero, el interés por la profesión de periodista ocurrió mismo en Presidente Prudente, para donde se cambió en 1955, a fin de concluir el colegial. Allá, ingresó en Rádio Presidente Prudente, donde leyó crónicas, fue radioactor, noticiador de periódico hablado, presentó programas de auditorio, narró misas, fútbol, carnaval. Fue también presentador en plataformas políticas.
Contratado como locutor deportivo por Rádio Bandeirantes, en São Paulo, surgió la oportunidad de cursar Derecho en la Facultad de Derecho del Largo de São Francisco (FD-USP) de la Universidad de São Paulo (USP), donde se graduó en 1965, habendo sido el orador de la turma.
Joseval no empezó a abogar luego que salió de la facultad, y planeaba iniciar la carrera de abogado cuando se consagrara en el radio y pudiera imponer un contrato de trabajo. La consagración vino en 1970, en el Mundial de Fútbol de México. En 1974, tras salir de Rádio Bandeirantes, volvió para la radio Jovem Pan, donde debutó en el día de la final del Mundial de Fútbol de Alemania, narrando el juego São Paulo vs. Portuguesa por el Campeonato Brasileño, siendo recepcionado por Osmar Santos. En 1978, narró por Rádio Tupi. Dos años después, dejó la narración deportiva y pasó para el periodismo general, asumiendo la ancoraje de Jornal da Manhã. Pasó también por TV Manchete y TV Cultura, donde condujo el programa Vox Populi.
En el regreso de México, buscó una oficina de abogacía y fue contratado para actuar en el área criminal. Llegó a ejercer el cargo de promotor de la Justicia Militar del Estado de São Paulo. Unos dos años después, después de haber empezado a abogar, Joseval montó su propia bancada y se dedicó al jurado por cerca de diez años. En esta época, convivió con grandes abogados, como Waldir Trocoso Peres, Raimundo Pascoal Barbosa y el exministro de la Justicia Márcio Thomaz Bastos, entre otros.
Trabajó en una de las más importantes radios brasileñas, Jovem Pan, donde fue un de los presentadores de Jornal da Manhã. El 14 de agosto de 2018, Peixoto dejó de ser conductor de Jornal da Manhã, pasando a presentar apenas el monólogo de cierre del noticiero, haciéndolo hasta el 21 de diciembre, cuando terminó su pasaje por la emisora. Trabajó también en SBT, donde estrenó el 30 de mayo de 2011, el nuevo SBT Brasil, junto a Rachel Sheherazade. El 9 de octubre de 2017, SBT confirmó su salida del noticiero debido a la rescisión del contrato tras la grade del canal sufrir una reformulación. El 2 de octubre de 2018, Joseval fue confirmado como nuevo contratado de TV Gazeta como comentarista de Jornal da Gazeta. El 7 de noviembre, Peixoto fue uno de los demitidos por los cortes en el periodismo de la emisora, pero continuó en TV Gazeta, ya que él fue el responsable por el regreso de Desafio ao Galo, campeonato de fútbol amador que la emisora mostró en 2019. En febrero de 2019, Joseval volvió a narrar el Desafio ao Galo, exhibido primeramente en TV Gazeta, donde quedó hasta julio. En septiembre de 2019, el torneo pasó a ser exhibido por Rede Brasil de Televisão. En octubre del mismo año, debutó el programa de internet Vamos Falar do Brasil (Vamos a Hablar de Brasil), disponibilizado por YouTube. El 20 de enero de 2022, el programa pasó a ser exhibido por TV Jovem Pan News.
Hoy, Joseval tiene su propia bancada de derecho, la oficina Joseval Peixoto e Advogados Associados.